# Peressip
Peressip - Пересыпь (rus) és un possiólok del krai de Krasnodar, a Rússia. Es troba a la península de Taman, entre el liman Akhtanizovski i la mar d'Azov, a 20 km a l'oest de Temriük i a 147 km a l'oest de Krasnodar, la capital.
Pertany al municipi d'Akhtanízovskaia.